# Szatarpy
Szatarpy (kaszb. Szatarpë) – wieś kaszubska w Polsce położona w województwie pomorskim, w powiecie kościerskim, w gminie Nowa Karczma przy drodze wojewódzkiej nr 226. Wieś jest siedzibą sołectwa Szatarpy w którego skład wchodzi również miejscowość Guzy.
W latach 1975–1998 miejscowość administracyjnie należała do województwa gdańskiego.
W Szatarpach urodzili się zasłużeniː
- w 1884 r.ː ks. Bernard Wiecki, polski duchowny katolicki, działacz i polityk polskiego ruchu narodowego w Wolnym Mieście Gdańsku, zamordowany przez Niemców w 1940 r. w obozie koncentracyjnym Stutthof.
- w 1900 r.ː Jakub Strzelka, kawaler Orderu Virtuti Militari.

8 września 1958 r. podczas lotu balonem w pobliżu Szatarp zginął dwukrotny zdobywca Pucharu Gordona Bennetta Franciszek Hynek.

## Nazwy źródłowe miejscowości
niem. Schatarpi, dawniej Sarapati